# The Nest of the Cuckoo Birds
The Nest of the Cuckoo Birds ist ein US-amerikanischer Horrorfilm aus dem Jahr 1965. Der lange als verschollen gegoltene Film ist die einzige Regiearbeit des Schauspielers Bert Williams. Ein weiterer Titel ist The Violent Sick.

## Handlung
Johnson ist Detective des Liquor Control Departments in Florida. Er verfolgt eine Bande von Alkoholschmugglern in den Everglades und entkommt gerade noch einer Horde von Krokodilen auf eine nah gelegene Insel. Dort wird er von einer offensichtlich wahnsinnigen Frau mit einem Messer attackiert und verliert das Bewusstsein. Er wacht im Cuckoo Bird Inn auf, einem Hotel, das schon bessere Zeiten gesehen hat. Dort wird er von der streng religiösen Patt angebaggert und lernt den verschrobenen Hotelier Harold kennen. Er soll nachts im Hotel bleiben.
Johnson ermittelt jedoch weiter. Er findet heraus, dass Patt eine Tochter hat, die sie scheinbar in dem Hotel gefangen hält, da sie „halb-wahnsinnig“ sei. Gleichzeitig sucht er nach den Schmugglern und findet schließlich einen, der gerade an Land geht. Er wird von der mysteriösen maskierten Frau erstochen. Als Johnson einschreiten will, wird er niedergeschlagen und wacht erneut im Hotel auf. Schließlich versucht er Lisa zu befreien, was ihm auch gelingt.
In der Kapelle des Anwesens entdeckt er eine Reihe von Leichen, die offensichtlich ausgestopft sind. Die Frau attackiert ihn und es gelingt ihm sie abzuwehren. Es handelt sich um die Hausherrin. Harold bedroht ihn, nachdem er Patt getötet hat, mit einer Waffe. Patt machte sich dessen Eigenschaften als Tierpräparator zunutze, um Lisa vor fremden Einflüssen beziehungsweise Eindringlingen auf die Insel zu schützen. Es gelingt Johnson Harold zu entwaffnen und zu töten. Er steckt das Hotel an und verlässt mit Lisa die Glades.

## Hintergrund
The Nest of the Cuckoo Birds ist die einzige Regiearbeit des Schauspielers Bert Wiliams. Der B-Film gehört zum Southern-Gothic-Genre. Nach einigen Kinovorstellungen im Süden und Osten der Vereinigten Staaten sowie Kanada verschwand der Film und galt jahrelang als verschollen. Mitte der 2000er wurde er vom Havard Film Archive in einem geschlossenen Kino in Massachusetts neben verschiedenen weiteren alten Filmrollen wiedergefunden. Der Film wurde mit der Unterstützung von by NWR restauriert und 2017 über Mubi einer größeren Öffentlichkeit wieder zugänglich gemacht.

## Kritiken
Der Film gilt als Perle des B-Films, wobei es sich jedoch keineswegs um einen guten Film handelt. Viel mehr wurden verschiedene Elemente anderer Film genommen, zum Beispiel und am offensichtlichsten Psycho, der neben der gestörten Mutterbeziehung auch die Präparation von Leichen entnommen wurde. Auch versuchte Williams die Montage-Technik von Alfred Hitchcock eher schlecht als recht zu imitieren. Weitere Elemente stammen aus Spider Baby von Jack Hill. Er ist aber ein Beispiel für No-Budget-Horrorfilme dieser Zeit und zudem eine gesuchte Rarität.